# Tulipa heterophylla
Tulipa heterophylla là một loài thực vật có hoa trong họ Liliaceae. Loài này được (Regel) Baker miêu tả khoa học đầu tiên năm 1874.